# Île Haute
Île Haute jedan je od otoka Kerguelen koji se nalazi u zaljevu Morbihan blizu obale Grande Terre, glavnog otoka.
Otok je dimenzija 6 km x 2 km. Najviša točka je Table des Mouflons, 321 m/nm.